# André Gomes (balonmanista)
André Dias Lopes Gomes, más conocido como André Gomes, (Braga, 27 de julio de 1998) es un jugador de balonmano portugués que juega de lateral izquierdo en el Dinamo Bucarest. Es internacional con la selección de balonmano de Portugal.
Su primer gran campeonato con la selección fue el Campeonato Europeo de Balonmano Masculino de 2020.

## Palmarés

### ABC Braga
- Andebol 1 (1): 2016
- Copa de Portugal de balonmano (1): 2017
- EHF Challenge Cup (1): 2016

### Oporto
- Andebol 1 (2): 2019, 2021
- Copa de Portugal de balonmano (2): 2019, 2021
- Supercopa de Portugal de balonmano (1): 2019

### Dinamo Bucarest
- Liga Națională (1): 2024
- Copa de Rumania de balonmano (1): 2024

## Clubes
| Club            | País           | Año         |
| --------------- | -------------- | ----------- |
| ABC Braga       | Portugal       | 2015 - 2017 |
| FC Oporto       | Portugal       | 2017 - 2021 |
| MT Melsungen    | Alemania       | 2021 - 2023 |
| Al-Safa         | Arabia Saudita | 2023        |
| Dinamo Bucarest | Rumania        | 2024-Act.   |